# Mitja Mörec
Mitja Mörec (Murska Sobota, 21 febbraio 1983) è un ex calciatore sloveno, di ruolo difensore, tecnico del Floridsdorfer.